# Christos Callow
Christos Callow ou Hristos Kaloou (Atenas,1955-) é um cantor pop grego. Estudou música vocal no Conservatório Nacional em Atenas e teatro no Katselis Drama School. Em 1979, recebeu a parte do do Arcebispo Ansnan em Jesus Christ Superstar. Callow surgiu em diversas séries de televisão, incluindo a série Lord Elgin, produzida pela Granada Television. Em 1990, representou a Grécia no Festival Eurovisão da Canção 1990, onde interpretou o tema  "Horis Skopo"que se classificou em 19.º lugar (entre 22 participantes).
Christos é o sobrinho do ator Simon Callow.